# 米澤茜
米澤茜（日语：／ Akane Yonezawa */?，1998年12月31日—）是一位日本女藝人、鼓手、聲優，鳥取縣出身。曾在BanG Dream!系列動畫中飾演祐天寺若麥。

## 生平
米澤茜的祖母是俄羅斯人，所以擁有八分之一的俄羅斯血統。2019年3月以「あばぬん」為藝名加入樂隊TRY TRY NIICHE擔任鼓手，直到2020年8月退出，開始以個人形式活動。
2020年公開宣布加入經紀公司白金製作，2024年11月退出。
2023年，正式在多媒體企劃BanG Dream!飾演祐天寺若麥，分別在It's MyGO!!!!!和Ave Mujica兩部電視動畫中出現，並擔任Ave Mujica的鼓手。

## 外部連結
- 米澤茜的X（前Twitter）
- 米澤 茜的Instagram帳戶
- YouTube上的Akane Yonezawa頻道